# Phoneyusa minima
Phoneyusa minima é uma espécie de aranha pertencente à família Theraphosidae (tarântulas).